# Kràsnie Orlí
Kràsnie Orlí (en rus: Красные Орлы) és un poble de l'óblast de Kémerovo, a Rússia, que en el cens del 2010 tenia 1.391 habitants, pertany al districte de Mariïnsk.